# Бокете, Вероника
Вероника «Веро» Бокете Хьяданс (исп. Verónica Boquete Giadáns; род. 9 апреля 1987, Сантьяго-де-Компостела) — испанская футболистка, атакующий полузащитник и нападающий итальянского клуба «Фиорентина». Выступала в сборной Испании.

## Карьера
Карьеру начала в клубе «Хувенто Агиньо». Затем выступала за «Сарагосу» и «Эспаньол», а также за ряд клубов различных лиг в США. В составе «Эспаньола» выиграла два Кубка Королевы. В сезоне 2010/11 стала лучшим бомбардиром чемпионата, забив 39 мячей.
В 2011 году после завершения сезона WPS, выступала в составе воронежской «Энергии», сыграла 1 матч в чемпионате России и 4 матча (1 гол) в Лиге чемпионов.
В январе 2012 года подписала двухлетний контракт с «Тюресё».
7 апреля 2014 года права на футболистку в WPS перешли к «Портленд Торнс». В составе «Торнс» дебютировала 7 июня 2014 года.
25 августа 2014 года, после окончания сезона для «Портленда», подписала контракт с немецким «Франкфуртом».
27 мая 2015 года перешла в мюнхенскую «Баварию».
С 2016 года выступала за «Пари Сен-Жермен».
20 мая 2021 года продлила контракт с «Миланом» сроком на 1 год.
6 января 2022 года присоединилась к клубу «Фиорентина».

## Сборная
В составе национальной команды в 2004 году выиграла чемпионат Европы среди девушек
В феврале 2005 года дебютировала за первую сборную в товарищеской игре с Нидерландами.
В июне 2013 года включена Игнасио Кередой в состав сборной на чемпионат Европы.
В 2015 году являлась капитаном сборной, дебютировавшей на чемпионате мира.

## Достижения
«Эспаньол»
- Обладатель Кубка Испании: 2009, 2010

«Тюресё»
- Чемпион Швеции: 2012

«Франкфурт»
- Победитель Лиги чемпионов УЕФА: 2014/15

«Бавария»
- Чемпион Германии: 2015/16

«Милан»
- Серебряный призёр чемпионата Италии: 2020/21
- Финалист Кубка Италии: 2020/21

Сборная Испания
- Победитель Кубка Алгарве: 2017

Сборная Испании (до 19 лет)
- Чемпион Европы (до 19 лет): 2004

## Личная жизнь
В июне 2013 года опубликовала свою биографию под названием «Vero Boquete, la princesa del deporte rey». Книга написана журналистом газеты Marca Давидом Менайо.
В 2013 году опубликовала на сайте change.org петицию к продюсерам компании Electronic Arts с предложением включить женский футбол в игры серии FIFA. В течение суток петиция набрала 20 000 подписей. Двенадцать женских футбольных сборных появились в игре FIFA 16, вышедшей в релиз в сентябре 2015 года.